# Briltil
Briltil (Gronings: (de) Bril) is een dorp in de gemeente Westerkwartier in de Nederlandse provincie Groningen, ontstaan rond 1600. De naam van het dorp komt van een ophaalbrug (til) over het Hoendiep naar de streek de Bril (bril betekent drassig land) ten noordwesten van de brug. Briltil telde 475 inwoners op 1 januari 2023. Het dorp bestaat sinds ca. 2004 uit een nieuwbouwwijk aan de oostzijde van het Hoendiep en een klein aantal historische gebouwen en een jachthaven aan de westzijde. Pal tegen Briltil ligt het dorp Zuidhorn.
De witte draaibrug over het Hoendiep wordt over het algemeen de Briltil genoemd, maar heet in werkelijkheid Brildraai. De werkelijke Briltil is een oudere vaste brug er pal naast. Deze brug ligt over de Schipsloot, die uitmondt in het Hoendiep.
Het oude veerhuis bij de Brildraai is in gebruik als restaurant annex dorpshuis.

## Geschiedenis
Het dorp ontstond iets voor 1600. Briltil wordt sinds 1575 doorsneden door het Kolonelsdiep en sinds de jaren 1650 door het Hoendiep, dat tot de jaren dertig van de 20e eeuw de hoofdvaarroute van de stad Groningen naar Friesland was. Langs het diep werd een trekweg aangelegd, die later met puin werd verhard. Hieraan ontstond bedrijvigheid. In de 19e eeuw waren er een aantal pel- en oliemolens, de scheepswerf Barkmeyer en in 1891 werd een melkfabriek gebouwd (van 1914 tot 1970 eigendom van de Leeuwarder IJs- en Melkproductenfabrieken Lijempf, en in 1984 gesloten). Het dorp stond ooit bekend als de 'Zaanstreek van het Noorden'.
Met het graven van het nieuwe Van Starkenborghkanaal was het Hoendiep niet meer van belang en nam ook de bedrijvigheid in het dorp af. De beroepsvaart maakte plaats voor de pleziervaart, waarvoor een jachthaven bij Briltil ligt.
Het dorp Zuidhorn groeide als forensenplaats sterk tijdens de tweede helft van de 20e eeuw en kwam daarop in de jaren 1990 door de bouw van de wijk Hoendiep tegen Briltil aan te liggen, waardoor er geen scheiding meer is tussen de dorpen Briltil en Zuidhorn. Later werd ook de wijk Parkplan-west gebouwd ten noorden van Briltil waardoor het dorp nu aan drie zijden is ingeklemd door Zuidhorn.
De melkfabriek werd in 2002 gesloopt om plaats te maken voor nieuwbouw (de directeurswoning bleef wel gespaard). Het aantal inwoners van Briltil verdubbelde hierdoor bijna tussen 2002 en 2011 Hiermee leek Zuidhorn Briltil op te gaan slokken als wijk en door bewoners uit de plaats werd daarop met succes gedemonstreerd voor het behoud van plaats en plaatsnaambordjes. In 2002 vierde Briltil ook het 400-jarig bestaan.

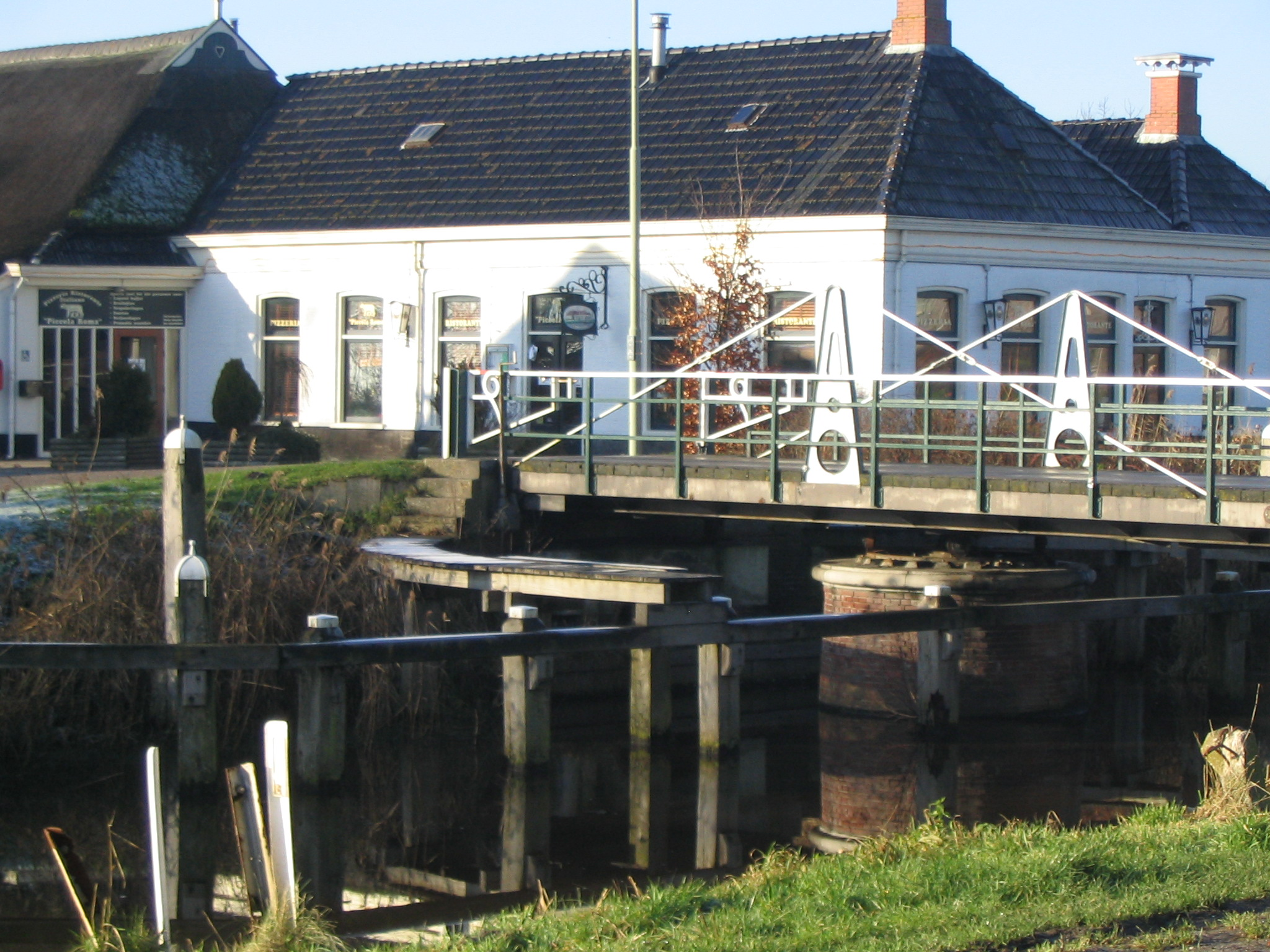
Voormalig veerhuis met op de voorgrond de Brildraai.
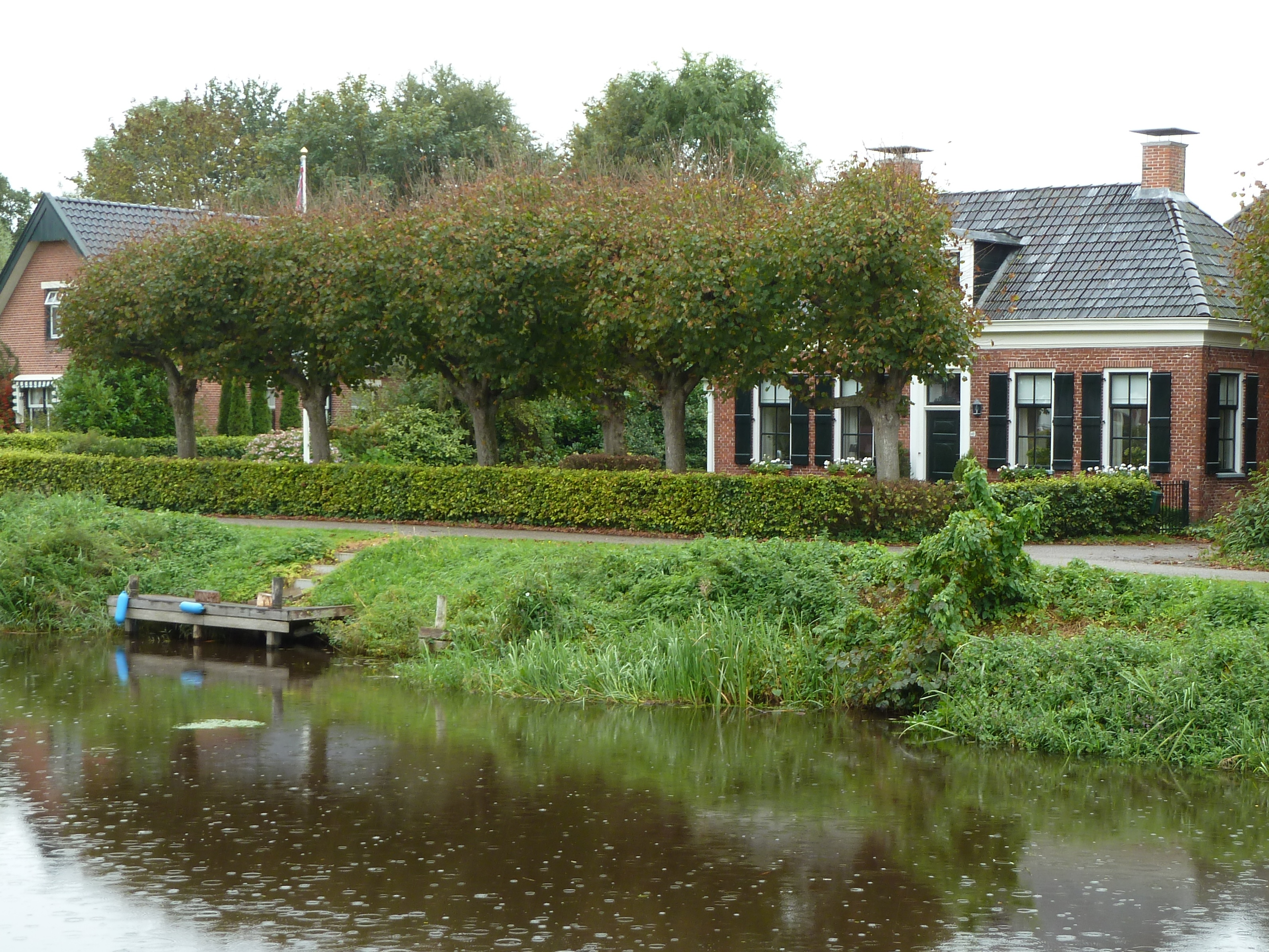
Huizen langs het Hoendiep

## Geboren
- Harmannus Hazenberg (1873-1953), steenfabrikant en burgemeester